# Conus amadis
Conus amadis (nomeada, em inglês, Amadis Cone; com amadis significando "um cavaleiro errante, modelo do herói de cavalaria") é uma espécie de molusco gastrópode marinho predador do gênero Conus, pertencente à família Conidae. Foi classificada por Johann Friedrich Gmelin, em 1791, na obra Systema Naturae (ed. 13, p. 3388). É nativa do Indo-Pacífico, principalmente no oceano Índico, em águas rasas e fora da costa, até os 30 metros; na Índia, Sri Lanka, Andamão e Nicobar, Tailândia e Indonésia (também relatada para China, Filipinas e Nova Caledônia). Na Índia ela foi primeiro coletada por Thurston, em 1890, na região de Rameswaram, parecendo restrita à costa de Coromandel e golfo de Mannar (no golfo de Bengala e mar das Laquedivas). Espécies de moluscos Conidae são potencialmente perigosas ao homem, por apresentar uma glândula de veneno conectada a um mecanismo de disparo de sua rádula, em formato de arpão, dotada de neurotoxinas que podem levar ao óbito.

## Descrição da concha
Conus amadis possui uma concha cônica, de laterais retas, fina, leve e lustrosa, com uma espiral moderadamente baixa, de voltas iniciais proeminentemente elevadas, sem nodulosidades em seu ângulo com a última volta; com no máximo 7,5 centímetros de comprimento (DANCE; ou 11 centímetros: HARDY) e de coloração geral marrom, pálida ou escura (podendo ser albina ou amarelada), variegada com manchas brancas angulares, mais ou menos triangulares e grandes, e faixas escurecidas, muitas vezes mal definidas. Estas variações fizeram com que, em 1937, Philippe Dautzenberg tentasse definir diversas subespécies para este Conus (como aurantia e castaneofasciata) e que da Motta, em 1978, o denominasse Conus arbornatalis. Lábio externo fino, curvado, e interior branco.

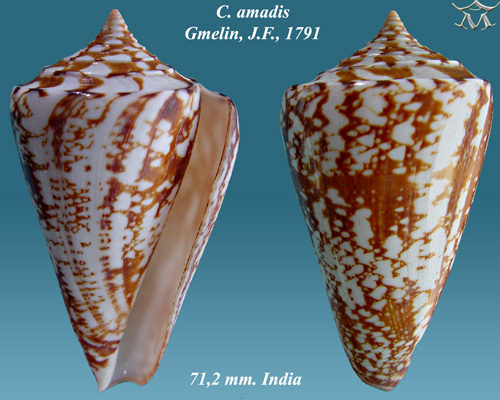
Fotografia com duas vistas de uma concha de Conus tulipa Linnaeus, 1758.